# Alexandr Jugoslávský (1924–2016)
Princ Alexandr Jugoslávský (srbsky: Александар П. Карађорђевић / Aleksandar P. Karađorđević; 13. srpna 1924, White Lodge – 12. května 2016, Paříž) byl starší syn prince Pavla, který ve 30. letech 20. století působil jako regent Jugoslávie, a jeho manželky princezny Olgy Řecké a Dánské.

## Narození a vzdělání
Alexandr se narodil ve White Lodge v Richmond Parku ve Spojeném království. Jako synovec princezny Mariny, vévodkyně z Kentu (rozené Řecké a Dánské) byl bratrancem prince Edwarda, vévody z Kentu, prince Michaela z Kentu a princezny Alexandry z Kentu; jeho matka byla sestřenicí prince Philipa, vévody z Edinburghu. Vystudoval Ludgrove School.

## Manželství a rodina
Dne 12. února 1955 se oženil s princeznou Marií Piou Savojskou, dcerou krále Umberta II. Italského a jeho manželky, princezny Marie Josefy Belgické. Sňatek se konal v Cascais v Portugalsku, kde v exilu žil nevěstin otec. Pár se setkal 22. srpna 1954 během královské plavby Agamemnonu, kterou pořádali král Pavel a královna Frederika Řecká.
Alexandr a Marie Pia mají dvojčata narozená v roce 1958:
- Princ Dimitri Umberto Anton Peter Maria Jugoslávský (* 18. června 1958)
- Princ Michael Nicolas Paul George Maria Jugoslávský (* 18. června 1958)

O pět let později se narodila další dvojčata, tentokrát dívka a chlapec:
- Princ Sergius „Serge“ Wladimir Emanuel Maria Jugoslávský (* 12. března 1963); 6. listopadu 1985 se oženil se Sophií de Toledo. Rozvedli se v roce 1986. Dne 18. září 2004 se znovu oženil s Eleonorou Rajneriovou. S Christiane Galeottiovou má dítě jménem Umberto Emmanuel Dimitri (* 2018).
- Princezna Helene Olga Lydia Tamara Maria Jugoslávská (* 12. března 1963); 12. ledna 1988 se provdala za Thierryho Gauberta. Pár se rozvedl a ona se 12. března 2018 znovu provdala za Stanislase Fougerona.

Alexandr a Maria Pia se rozvedli v roce 1967 a v roce 2003 se provdala za prince Michela Bourbonsko-Parmského, který se sám rozvedl s princeznou Yolande de Broglie-Revel.
Dne 2. listopadu 1973 se na občanském obřadu v Paříži oženil s princeznou Barbarou Eleonore Marií Lichtenštejnskou (* 9. července 1942), dcerou prince Jana Lichtenštejnského (syn prastrýce knížete Hanse Adama II. Lichtenštejnského) a hraběnky Karoliny z Ledebur-Wichelnu (teta zesnulé manželky Hanse Adama, kněžny Marie Lichtenštejnské). Dne 28. října 1995 se princ Alexandr a princezna Barbara vzali v pravoslavné víře v Oplenaci a měli potomky:
- Princ Dušan Pavel Jugoslávský (* 25. září 1977); 3. července 2018 se oženil na občanském obřadu s Valerií DeMuziovou v New Yorku v USA. Dne 25. května 2019 byli oddáni v pravoslavné víře v Oplenaci v Srbsku.[4]

## Kariéra v létání
Princ si přál během druhé světové války sloužit v britském královském letectvu, ale zpočátku mu v tom bránila politická příslušnost jeho otce. Nakonec se do letectva dostal díky zásahu svého strýce, prince Jiřího, vévody z Kentu. Po válce byl v roce 1951 zaměstnán jako pilot u British European Airways a následně se zapojil také do mnoha leteckých soutěží.

## Asociace
Alexandr byl jedním ze čtyř zakládajících členů Sjezdu srbské jednoty. Byl patronem Centra pro výzkum ortodoxního monarchismu.
Dne 17. února 2008 vydal prohlášení odsuzující vyhlášení nezávislosti Kosova.
U příležitosti jeho 90. narozenin dne 13. srpna 2014 bylo v britském časopise Majesty vydáno shrnutí jeho života.

## Smrti
Princ Alexandr zemřel 12. května 2016 v Paříži, kde s manželkou žili řadu let. Byl pohřben v Oplenaci v Srbsku se svými rodiči a bratrem; jeho rakev nesli stíhací piloti srbského letectva.

## Vývod z předků
|                 |                                      |  |                     |                                              |  |  |  |  |  |  |  | Karađorđe Petrović |
|                 |                                      |  |                     |                                              |  |  |  |  |  |  |  |                    |
|                 | Alexandr Karađorđević                |  |                     |                                              |  |  |  |  |  |  |  |                    |
|                 |                                      |  |                     |                                              |  |  |  |  |  |  |  |                    |
|                 |                                      |  |                     | Jelena Petrović                              |  |  |  |  |  |  |  |                    |
|                 |                                      |  |                     |                                              |  |  |  |  |  |  |  |                    |
|                 | Arsen Karađorđević                   |  |                     |                                              |  |  |  |  |  |  |  |                    |
|                 |                                      |  |                     |                                              |  |  |  |  |  |  |  |                    |
|                 |                                      |  |                     | Jevrem Nenadović                             |  |  |  |  |  |  |  |                    |
|                 |                                      |  |                     |                                              |  |  |  |  |  |  |  |                    |
|                 | Persida Nenadović                    |  |                     |                                              |  |  |  |  |  |  |  |                    |
|                 |                                      |  |                     |                                              |  |  |  |  |  |  |  |                    |
|                 |                                      |  |                     | Jovanka Milovanović                          |  |  |  |  |  |  |  |                    |
|                 |                                      |  |                     |                                              |  |  |  |  |  |  |  |                    |
|                 | Pavel Jugoslávský                    |  |                     |                                              |  |  |  |  |  |  |  |                    |
|                 |                                      |  |                     |                                              |  |  |  |  |  |  |  |                    |
|                 |                                      |  |                     | Pavel Nikolajevič Demidov                    |  |  |  |  |  |  |  |                    |
|                 |                                      |  |                     |                                              |  |  |  |  |  |  |  |                    |
|                 | Pavel Pavlovič Demidov ze San Donata |  |                     |                                              |  |  |  |  |  |  |  |                    |
|                 |                                      |  |                     |                                              |  |  |  |  |  |  |  |                    |
|                 |                                      |  |                     | Eva Avrora Šarlota Šernval'                  |  |  |  |  |  |  |  |                    |
|                 |                                      |  |                     |                                              |  |  |  |  |  |  |  |                    |
|                 | Aurora Pavlovna Demidova             |  |                     |                                              |  |  |  |  |  |  |  |                    |
|                 |                                      |  |                     |                                              |  |  |  |  |  |  |  |                    |
|                 |                                      |  |                     | Pjotr Nikitič Trubeckoj                      |  |  |  |  |  |  |  |                    |
|                 |                                      |  |                     |                                              |  |  |  |  |  |  |  |                    |
|                 | Jelena Petrovna Trubecká             |  |                     |                                              |  |  |  |  |  |  |  |                    |
|                 |                                      |  |                     |                                              |  |  |  |  |  |  |  |                    |
|                 |                                      |  |                     | Jelizavěta Petrovna Trubecká                 |  |  |  |  |  |  |  |                    |
|                 |                                      |  |                     |                                              |  |  |  |  |  |  |  |                    |
| Alexandr Srbský |                                      |  |                     |                                              |  |  |  |  |  |  |  |                    |
|                 |                                      |  |                     |                                              |  |  |  |  |  |  |  |                    |
|                 |                                      |  | Kristián IX. Dánský |                                              |  |  |  |  |  |  |  |                    |
|                 |                                      |  |                     |                                              |  |  |  |  |  |  |  |                    |
|                 | Jiří I. Řecký                        |  |                     |                                              |  |  |  |  |  |  |  |                    |
|                 |                                      |  |                     |                                              |  |  |  |  |  |  |  |                    |
|                 |                                      |  |                     | Luisa Hesensko-Kasselská                     |  |  |  |  |  |  |  |                    |
|                 |                                      |  |                     |                                              |  |  |  |  |  |  |  |                    |
|                 | Mikuláš Řecký a Dánský               |  |                     |                                              |  |  |  |  |  |  |  |                    |
|                 |                                      |  |                     |                                              |  |  |  |  |  |  |  |                    |
|                 |                                      |  |                     | Konstantin Nikolajevič Romanov               |  |  |  |  |  |  |  |                    |
|                 |                                      |  |                     |                                              |  |  |  |  |  |  |  |                    |
|                 | Olga Konstantinovna Ruská            |  |                     |                                              |  |  |  |  |  |  |  |                    |
|                 |                                      |  |                     |                                              |  |  |  |  |  |  |  |                    |
|                 |                                      |  |                     | Alexandra Sasko-Altenburská                  |  |  |  |  |  |  |  |                    |
|                 |                                      |  |                     |                                              |  |  |  |  |  |  |  |                    |
|                 | Olga Řecká a Dánská                  |  |                     |                                              |  |  |  |  |  |  |  |                    |
|                 |                                      |  |                     |                                              |  |  |  |  |  |  |  |                    |
|                 |                                      |  |                     | Alexandr II. Ruský                           |  |  |  |  |  |  |  |                    |
|                 |                                      |  |                     |                                              |  |  |  |  |  |  |  |                    |
|                 | Vladimír Alexandrovič Ruský          |  |                     |                                              |  |  |  |  |  |  |  |                    |
|                 |                                      |  |                     |                                              |  |  |  |  |  |  |  |                    |
|                 |                                      |  |                     | Marie Alexandrovna Ruská                     |  |  |  |  |  |  |  |                    |
|                 |                                      |  |                     |                                              |  |  |  |  |  |  |  |                    |
|                 | Jelena Vladimirovna Ruská            |  |                     |                                              |  |  |  |  |  |  |  |                    |
|                 |                                      |  |                     |                                              |  |  |  |  |  |  |  |                    |
|                 |                                      |  |                     | Bedřich František II. Meklenbursko-Zvěřínský |  |  |  |  |  |  |  |                    |
|                 |                                      |  |                     |                                              |  |  |  |  |  |  |  |                    |
|                 | Marie Meklenbursko-Zvěřínská         |  |                     |                                              |  |  |  |  |  |  |  |                    |
|                 |                                      |  |                     |                                              |  |  |  |  |  |  |  |                    |
|                 |                                      |  |                     | Augusta Vilemína z Reuss-Köstritz            |  |  |  |  |  |  |  |                    |
|                 |                                      |  |                     |                                              |  |  |  |  |  |  |  |                    |